# Jane Merrow
Jane Josephine Meirowsky (nacida el 26 de agosto de 1941), conocida profesionalmente como Jane Merrow , es una actriz británica que ha estado activa desde la década de 1960 tanto en Gran Bretaña como en los Estados Unidos. Uno de sus papeles más importantes fue en la película El león en invierno de Anthony Harvey (1968).

## Biografía
Merrow nació en Hertfordshire de madre inglesa y padre refugiado alemán. Es graduada de la Real Academia de Arte Dramático . También participó activamente en el Teatro Juvenil Nacional Británico y ganó la Copa Shakespeare en el Festival de Drama de Kent.

### Cine y televisión
En 1963, Merrow fue elegido para el papel principal de una adaptación de la BBC de Lorna Doone y posteriormente tuvo papeles en series de televisión británicas como Danger Man, El Santo, The Baron, The Prisoner (en el episodio de 1967 "The Schizoid Man" como Alison , una lectora de mentes), UFO de Gerry Anderson y Los vengadores donde, habiendo aparecido en el penúltimo episodio de la serie de 1967, fue considerada como el reemplazo de Diana Rigg. En cambio, el papel fue para Linda Thorson.
También apareció como Lollo Romano en el episodio "Gang War" de 1965 de Gideon's Way. Apareció en una nueva versión de la adaptación de Nigel Kneale de Nineteen Eighty-Four (1965) que se transmitió en la serie Theatre 625. David Buck era Winston Smith con Merrow como su amante, Julia. 
Merrow protagonizó la película de ciencia ficción británica Night of the Big Heat (1967) con Peter Cushing y Christopher Lee, antes de su papel más destacado como Alais, la amante de Enrique II (interpretado por Peter O'Toole) en El león en invierno (1968), por la que recibió una nominación al Globo de Oro de 1969 en la categoría de actriz en un papel secundario, perdiendo ante Ruth Gordon, quien ganó por Rosemary's Baby. Apareció en Adam's Woman con Beau Bridges en 1970. También apareció como la ciega Laura en la película de Hammer Hands of the Ripper (1971). Apareció en un episodio (" ¿Quién mató a Cock Robin? ", 1969) de Randall y Hopkirk (fallecido) . En 1971, interpretó a Anne Hepton en Hadleigh, convirtiéndose en el interés romántico del personaje principal. 